# Metachanda phalarodora
Metachanda phalarodora is een vlinder uit de familie sikkelmotten (Oecophoridae). De wetenschappelijke naam van deze soort is voor het eerst geldig gepubliceerd in 1955 door Viette.
De soort komt voor in tropisch Afrika.